# PokerTH
PokerTH ist eine freie Software, die eine Computersimulation für die Pokervariante Texas Hold’em darstellt. Die Software steht in allen ihren Teilen unter der GPL. Das Spiel besitzt eine künstliche Intelligenz in der Gegner-Engine, welche bis zu neun leistungsfähige Computergegner steuert. Das Spiel wurde in der Programmiersprache C++ unter Verwendung der Bibliotheken Qt4, Boost und SDL programmiert und ist für die Plattformen Windows, Linux und macOS verfügbar.

## Entwicklung
Das Projekt wurde 2006 von Florian Thauer und Felix Hammer gestartet, da zu dieser Zeit kein freies Pokerprogramm mit Computergegnern existierte. Die Version 0.1 wurde der Öffentlichkeit noch nicht zugänglich gemacht. Sie enthielt schon die komplette grafische Oberfläche und konnte bis zum Ende der 1. Spielrunde in Texas Hold’em (Preflop) gespielt werden. Im Oktober 2006 wurde die Version 0.2 und wenig später die Version 0.3 veröffentlicht, die auch die weiteren Spielrunden ermöglichten.
Am 4. April 2007 wurde die Version 0.4 veröffentlicht. Sie enthielt neben einem komplett neuen Design und einer von Grund auf neu programmierten Gegner-Engine einen umfangreichen Einstellungs-Dialog, um den Programmablauf eigenen Vorstellungen anzupassen.
Nachdem Lothar May dem Entwickler-Team beigetreten war, wurde am 17. Juni 2007 die Version 0.5 freigegeben. Die wichtigsten Neuerungen waren Netzwerkspiele im LAN und Internet, Internationalisierung und Sound-Unterstützung.
Ab Version 0.6 vom 13. Dezember 2007 sind Spiele über das Internet möglich. Damit wird automatisch eine Verbindung zu einem dedizierten Server hergestellt, der die Verwaltung der Online-Spiele übernimmt und das Protokoll SCTP über IPv6 unterstützt. Dadurch ist das Onlinespielen deutlich einfacher geworden, da technische Hürden wie Portweiterleitung hinter Routern und IP-Adressen-Weitergabe entfallen.
Mit Version 0.8 wurden Online-Ranglistenspiele eingeführt. Für diese Spiele muss man auf PokerTHs eigener Ranglisten-Website Poker-Heroes angemeldet sein. Zusätzlich werden dort in regelmäßigen Abständen Livestreams von Ranglistenspielen übertragen. Die Anzahl der übersetzten Sprachen ist auf mittlerweile 25 angestiegen.
Seit dem 4. Januar 2012 ist PokerTH in Version 0.9 verfügbar. Mit dieser Neuveröffentlichung führt das Projekt eine der am häufigsten angefragten Funktionen ein: die Möglichkeit, einem laufenden Internetspiel z. B. nach einem Verbindungsabbruch wieder beizutreten. Seit PokerTH 0.9.5 ist das Spiel auch als App für Android via APK-Download verfügbar.

## Rezeption
PokerTH böte Gelegenheit, Einschätzungsvermögen, Bewusstsein über Chancen und Risiko sowie die für Poker nötige Geduld einzuüben. Die Variante Texas Hold’em zeichne sich durch die Notwendigkeit strategischer Überlegung aus. Die Computergegner verhalten sich unterschiedliche und können teils sogar bluffen.